# Torrön
Torrön ist ein regulierter See in der Gemeinde Åre im Jämtlands län in Schweden. Der See liegt zwischen den Hochflächen Skäckerfjällen im Westen und Sösjöfjällen im Osten auf einer Meereshöhe von 405 bis 417 m ö.h. Er ist 103 km² groß und 116 m tief.
Der See wird durch eine Stichstraße erschlossen, die vom Länsväg 336 am See Kallsjön nach Överäng an seinem Südende führt. Sein Nordende, die Bucht Gaunviken, in die der Zufluss Gauna mündet, liegt rund 2 km von der Grenze zu Norwegen entfernt. Der See entwässert über den See Juvuln zum Kallsjön, der wiederum über den Järpströmmen zum Indalsälven abfließt.